# Bellas Vistas

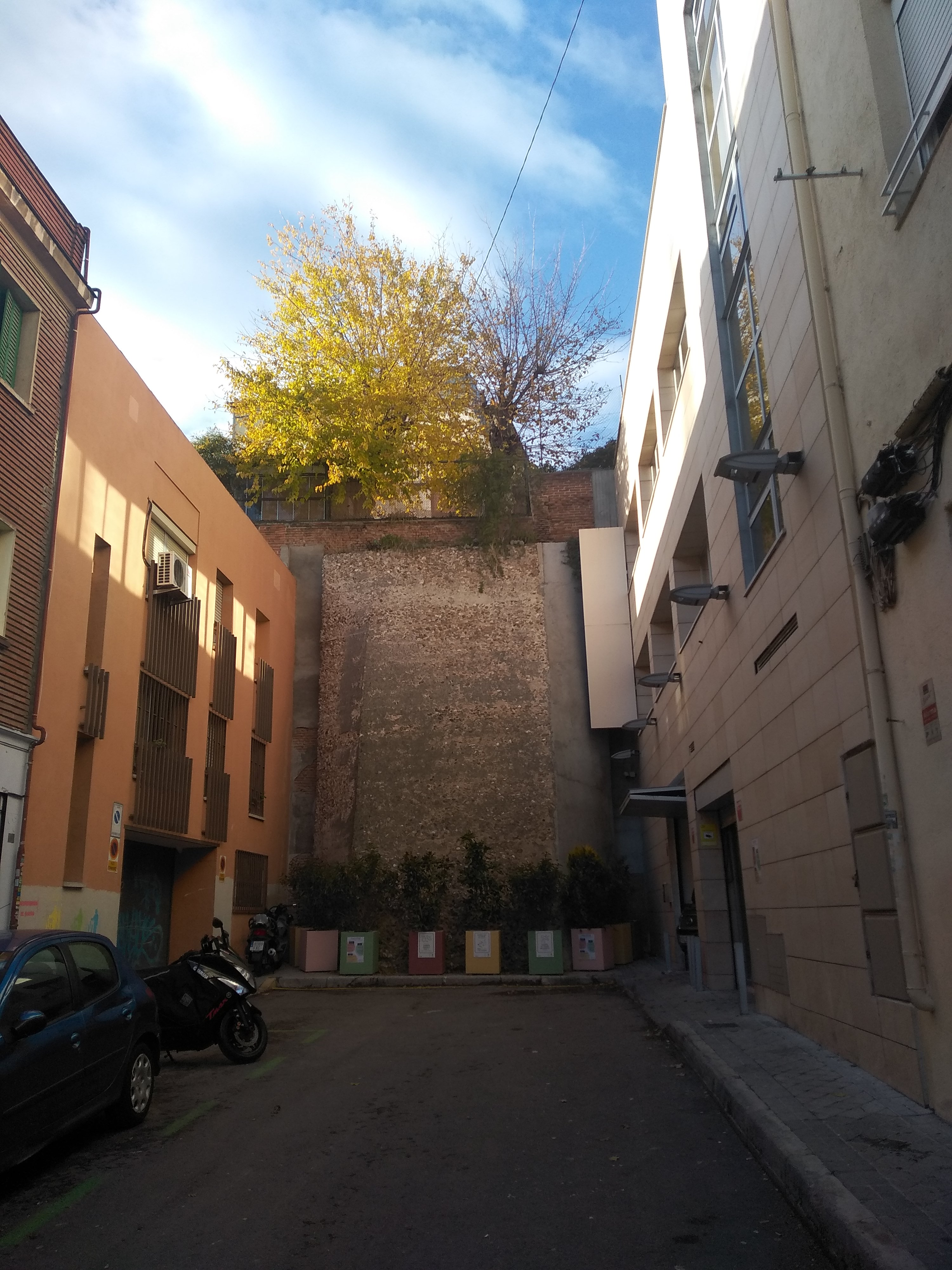
Muro de la calle Paravicino

Bellas Vistas es un barrio del distrito de Tetuán, situado en la zona noroeste de la ciudad de Madrid. Sus límites son al sur la avenida Reina Victoria, al norte la calle Francos Rodríguez, al oeste la avenida de Pablo Iglesias y al este la calle de Bravo Murillo. A 1 de enero de 2013 contaba con una población de 29 074 habitantes y una superficie de 71,63 ha.
Destaca su trama viaria irregular adaptada a una orografía compleja. Las calles son estrechas y de difícil accesibilidad. Además de las calles y avenidas que limitan el barrio destacan algunas de las que lo atraviesan. La calle Pamplona, que en el proyecto original iba a conectar la avenida del General Perón con la carretera de La Dehesa de la Villa. La calle Jerónima Llorente corta a Pamplona perpendicularmente y conecta la calle Francos Rodríguez con Doctor Federico Rubio y Gali. Esta última serpentea en paralelo a Pablo Iglesias. Por último, cabe destacar algunas calles por su importancia comercial como Almansa, Alvarado y Castilla. 

## Historia
Los orígenes del barrio se remontan a la guerra de África, en 1860, cuando el ejército victorioso acampaba en la dehesa de Amaniel, al norte de Madrid, mientras se preparaba la entrada triunfal en la capital, que nunca sucedió. En el momento de la entrada del general O'Donnell por la carretera de Francia, solo habían sido erigidas dos construcciones en Tetuán: la casa de Olmos y el parador nuevo. Alrededor del campamento, que de provisional se iba convirtiendo en permanente, se fueron instalando comerciantes y se creó el barrio conocido hasta hoy como «Tetuán de las Victorias» (por la ciudad marroquí de Tetuán, de la batalla de Tetuán).

## Lugares de interés

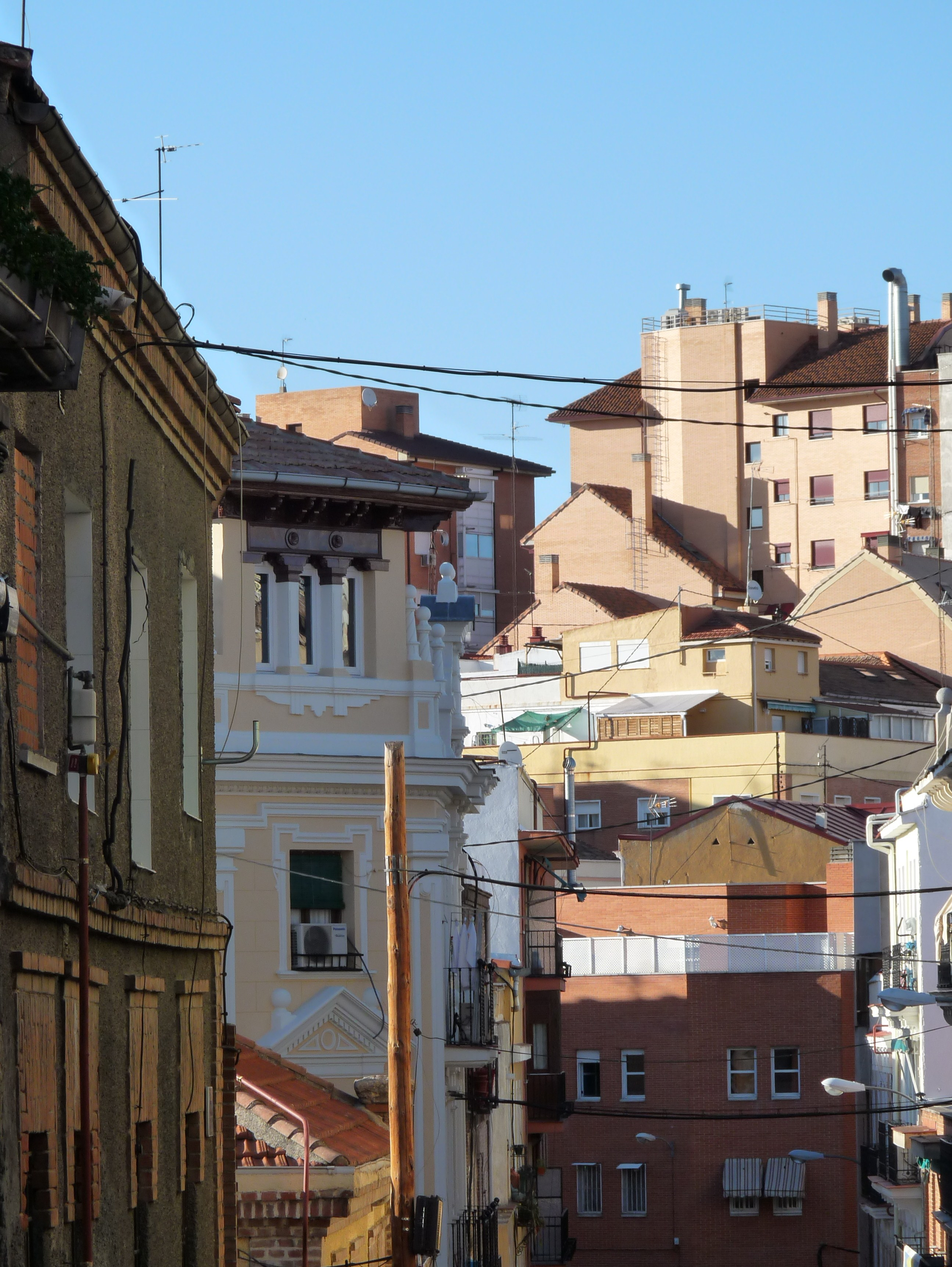
Calle de Tenerife, en el barrio de Bellas Vistas.